# Bufotes balearicus
Bufotes balearicus, även kallad Pseudepidalea balearica, är en groddjursart som först beskrevs av Oskar Boettger 1880.  Den ingår i släktet Bufotes och familjen paddor. IUCN kategoriserar arten globalt som livskraftig. Inga underarter finns listade i Catalogue of Life.

## Taxonomi
Denna arts taxonomi är omstridd. Ursprungligen fördes den till släktet Bufo, och kallades då Bufo balearicus (eller Bufo viridis, se nedan under Beskrivning). När detta släkte delades upp på flera, hamnade den initialt i släktet Pseudepidalea. Flera auktoriteter anser emellertid att detta var felaktigt, IUCN betraktar det senare släktet som polyfyliskt i alla fall för de så kallade grönpaddorna (åtminstone denna art, B/P. viridis och B/P. variabilis) och förordar att de i stället skall föras till Bufotes.

## Beskrivning
Arten är nära släkt med grönfläckig padda, till vilken den tidigare fördes. Den påminner om denna art, med gröna, distinkta fläckar mot ljus bakgrund.

## Ekologi
Paddan är främst en låglandsart, även om den i mellersta Italien kan gå upp till 1 300 m. Den förekommer i habitat som kustområden, gärna med sanddyner, odlad mark, grus- och sandtag, dammar, diken och vattenmagasin.

### Status
IUCN klassificerar Bufotes balearicus som livskraftig ("LC") på grund av dess vidsträckta utbredning; emellertid minskar populationerna. I Italien är de olika populationerna i huvudsak stabila, på Balearerna minskar de, sakta på Mallorca, snabbare på Ibiza. I båda fallen orsakas minskningen av habitatförlust gällande lekvatten till följd av ökande användning av kemiska bekämpningsmedel i jordbruket och ökande byggnation. Populationsfragmentering till följd av ökande vägbyggnad är också ett problem.

## Utbredning
Trots det vetenskapliga artepitetet (balearicus) är arten ursprungsområde Italien där den återfinns i hela landet utom längst i nordöst och sydväst, men inklusive Sardinien och östligaste Sicilien. Den förekommer också på Korsika samt alltså Balearerna, där den är vanlig med undantag för Ibiza. Förekomsten på Balearerna är dock inte ursprunglig; troligtvis har den införts dit i förhistorisk tid med mänsklig hjälp.